# Goh Lhokbau
Goh Lhokbau är en kulle i Indonesien.   Den ligger i provinsen Aceh, i den västra delen av landet, 1 800 km nordväst om huvudstaden Jakarta. Toppen på Goh Lhokbau är 274 meter över havet.
Terrängen runt Goh Lhokbau är kuperad söderut, men norrut är den platt. Havet är nära Goh Lhokbau åt nordost.Runt Goh Lhokbau är det glesbefolkat, med 17 invånare per kvadratkilometer. I omgivningarna runt Goh Lhokbau växer i huvudsak städsegrön lövskog.